# Komórka elementarna
Komórka elementarna – w krystalografii - najmniejsza, powtarzalna część struktury kryształu, zawierająca wszystkie rodzaje cząsteczek, jonów i atomów, które tworzą określoną sieć krystaliczną. Komórka elementarna powtarza się we wszystkich trzech osiach, tworząc zamkniętą sieć przestrzenną, której główną cechą jest symetria. Komórka elementarna ma zawsze kształt równoległościanu.
Poprzez translacje komórki elementarnej o wektory będące całkowitymi wielokrotnościami wektorów sieci krystalicznej otrzymuje się całą sieć krystaliczną kryształu.

## Przykładowe komórki elementarne

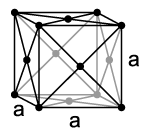
komórka elementarna układu regularnego
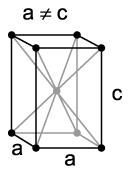
komórka elementarna układu tetragonalnego
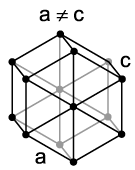
komórka elementarna układu heksagonalnego
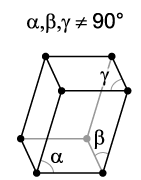
komórka elementarna układu trójskośnego
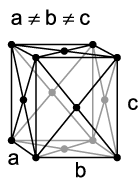
komórka elementarna układu rombowego
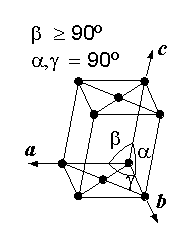
komórka elementarna układu jednoskośnego
komórka elementarna układu trygonalnego